# Juan Carlos Lorenzo
Juan Carlos Lorenzo, detto Toto (Buenos Aires, 20 ottobre 1922 – Buenos Aires, 14 novembre 2001), è stato un calciatore e allenatore di calcio argentino con passaporto italiano.
È stato per molti anni l'allenatore con il maggior numero di presenze nei campionati italiani di calcio sulla panchina della Lazio con 194 gettoni, superato nel 2021 da Simone Inzaghi.

## Carriera

### Giocatore
Un giovane Lorenzo debuttò nella prima squadra del Chacanta Juniores nel 1943 nel ruolo di trequartista sinistro. Per tre stagioni, a partire dal 1945, milita in una delle squadre più importanti d'Argentina e del mondo: il Boca Juniors. Terminato il campionato 1947-1948, Juan Carlos, come tanti altri calciatori argentini, tentò l'avventura in Italia: fu ingaggiato dalla Sampdoria e, nel gennaio del 1949, indossa con successo la maglia blucerchiata fino al 1952.
Da tale anno e fino al 1954 Lorenzo si trasferì nella formazione francese del Football Club de Nancy, ma già vagheggiava l'idea di dedicarsi all'insegnamento. Infatti, proprio nel 1954, partecipò a un corso per allenatori diretto nientemeno che dal famoso Walter Winterbottom, il mago del calcio inglese, e ripeté il corso nel '56 insieme a Di Stefano, Kubala e altri grandi campioni del passato. Le ultime stagioni da giocatore le disputò nel campionato spagnolo con le maglie di Atlético Madrid, Rayo Vallecano e Real Mallorca, dove decise di concludere la sua carriera sportiva e intraprende la sua prima esperienza da allenatore.

### Allenatore

Lorenzo alla Lazio, nel 1984.

Alla prima esperienza come tecnico riuscì in tre anni, dal 1958 al 1960, a portare il Real Mallorca dalla terza alla prima serie. Nel '61, tornato in patria, diresse il San Lorenzo e, nella stagione successiva, gli fu affidata la guida della Nazionale Argentina che si apprestava a disputare i campionati mondiali a Santiago del Cile. Subito dopo questa prestigiosa esperienza, Lorenzo venne in Italia e si sedette sulla panchina della Lazio, chiamato dall'eccentrico presidente Ernesto Brivio, sostituendo l'esonerato Facchini.
Tutti ne poterono apprezzare le doti di serietà e di preparazione tecnica che lo posero nella ristretta schiera dei migliori allenatori operanti nel campionato italiano. Nel primo anno di Serie B della società biancoceleste arrivò in seconda posizione e permise alla Lazio di tornare prontamente in Serie A. Nel secondo anno ottenne un ottimo ottavo posto finale, impreziosito dal perentorio 3-0 inflitto in trasferta alla Juventus. A causa di beghe contrattuali con la dirigenza laziale, l'anno successivo Don Juan, come venne soprannominato dai tifosi, si accordò con i "cugini" della Roma, che allenò per un solo anno vincendo anche la Coppa Italia.
In occasione dei campionati mondiali del 1966, Lorenzo venne richiamato sulla panchina dell'Albiceleste, condotta da Toto fino ai quarti di finale, quando l'Argentina venne eliminata per mano dei padroni di casa dell'Inghilterra, vincitori del torneo. Nella stagione 1966-1967 tornò in Argentina per allenare il River Plate ma l'anno seguente fece ritorno in Europa per allenare in Spagna nuovamente il Real Mallorca.
Nell'annata 1968-1969 eccolo di nuovo alla guida della Lazio del patron Umberto Lenzini, intenzionato a riportare la società biancazzurra in Serie A dopo alcune annate difficili e la cocente retrocessione. L'allenatore argentino, non ancora in possesso della cittadinanza italiana ed ingaggiato già dalla primavera del 1968 come consulente tecnico del presidente, per la maggior parte della stagione fu costretto a seguire dalla tribuna la "sua" Lazio, con Bob Lovati in panchina, che dominò il campionato e fece trionfalmente ritorno nella massima serie. Nel torneo successivo le Aquile conclusero all'ottavo posto in classifica e fu proprio di Lorenzo l'intuizione e il merito di portare a Roma due semisconosciuti giocatori dell'Internapoli, che scriveranno una pagina importante della storia laziale: Giorgio Chinaglia e Pino Wilson. Proprio quest'ultimo pur riconoscendo il grande valore tecnico di Lorenzo, rivelò alcuni tratti scaramantici e gesti superstizioni del suo allenatore e le particolari peculiarità dello stratega argentino . Nel 1970-1971 un generale decadimento della squadra, una condotta troppo superficiale e l'acuirsi di problematiche economiche, determinarono una nuova e inaspettata retrocessione in Serie B e di conseguenza l'esonero di Lorenzo.
Nel marzo del 1972 venne richiamato ad allenare in patria il San Lorenzo, ma dal 1973 al 1975 si trasferì nuovamente in terra spagnola per guidare l'Atlético Madrid, con il quale giunse nel 1974 alla finale di Coppa dei Campioni, perdendo contro il Bayern Monaco. Dopo la fortunata esperienza nella capitale spagnola, dalla metà degli anni settanta fino ai primi anni degli anni ottanta continua la sua carriera di tecnico sulla panchina di varie squadre argentine.
Con molte di queste squadre Lorenzo vinse trofei prestigiosi, sia nazionali che internazionali, come la Coppa Libertadores e la Coppa Intercontinentale vinte con il Boca Juniors, ma il 3 ottobre 1984, dopo aver allenato anche in Messico e Colombia, ricomparve in Italia, alla Lazio, chiamato da un disperato presidente Chinaglia che, dopo sette sconfitte consecutive, fu però costretto a sostituirlo con il duo Oddi-Lovati. Lorenzo trascorse l'ultimo anno da allenatore nel Boca Juniors nel 1987, in un periodo difficile per il glorioso club sudamericano.
Muore nella sua città natale, Buenos Aires, il 14 novembre 2001.

## Palmarès

### Giocatore

#### Club

##### Competizioni nazionali
- Primera B Nacional: 1

Chacarita Juniors: 1941

##### Competizioni internazionali
- Copa de Confraternidad Escobar - Gerona: 2

Boca Juniors: 1945, 1946

### Allenatore

#### Club

##### Competizioni nazionali
- Campionato argentino: 4

San Lorenzo: Nacional 1972, Metropolitano 1972
Boca Juniors: Nacional 1976, Metropolitano 1976
- Coppa Italia: 1

Roma: 1964
- Tercera División: 1

Maiorca: 1958-1959
- Segunda División: 1

Maiorca: 1959-1960
- Campionato italiano di Serie B: 1

Lazio: 1968-1969
- Primera B Nacional: 1

Atlanta: 1983

##### Competizioni internazionali
- Coppa Libertadores: 2

Boca Juniors: 1977, 1978
- Coppa Intercontinentale: 1

Boca Juniors: 1977

## Nella cultura di massa
Nel film comico Mezzo destro, mezzo sinistro del 1985, oltre ai due personaggi principali interpretati da Gigi Sammarchi e Andrea Roncato, nel ruolo di due strampalati calciatori, compare anche la figura del loro eccentrico allenatore, l'argentino Juan Carlos Fulgencio, interpretato da Leo Gullotta, i cui modi e abitudini, oltre che per l'assonanza del nome, si ispirano a quelli di Juan Carlos Lorenzo.